# Porcellio epirensis
Porcellio epirensis är en kräftdjursart som beskrevs av Hans Strouhal1955. Porcellio epirensis ingår i släktet Porcellio och familjen Porcellionidae. Inga underarter finns listade i Catalogue of Life.